# Ústřední budova Středoslovenských elektráren
Ústřední budova středoslovenských elektráren (dnes Stredoslovenská energetika) se nachází v Banské Bystrici a byla navržena ve spolupráci Františka Eduarda Bednárika a Vitalije Zraževského v letech 1938–1941.
Budova se člení na tři části: hlavní budova, obytná část a pozdější administrativní dostavba. Hlavní budova má charakteristicky zaoblené nároží, je pětipodlažní, tvoří ucelenou hmotu s dispozičním trojtraktem. Obytná část, ve které se nacházejí jednopokojové a třípokojové byty, je třípatrová.
Konstrukci tvoří železobetonový skelet, který umožnil odlehčení a prosklení přízemí. Dispozice má tradiční uspořádání, v přízemí je prostorná hala s jednoduchými kancelářemi, které jsou propojeny ústřední prosvětlenou chodbou.